# Мокингберд Вали (Кентаки)
Мокингберд Вали (енгл. Mockingbird Valley) град је у америчкој савезној држави Кентаки.

## Демографија
По попису из 2010. године број становника је 167, што је 23 (-12,1%) становника мање него 2000. године.
| Група             | 2000.       | 2010.       |
| Белци             | 185 (97,4%) | 153 (91,6%) |
| Афроамериканци    | 0 (0,0%)    | 4 (2,4%)    |
| Азијати           | 2 (1,1%)    | 7 (4,2%)    |
| Хиспаноамериканци | 0 (0,0%)    | 1 (0,6%)    |
| Укупно            | 190         | 167         |